# Matwiej Wołkow
Matwiej Konstantinowicz Wołkow (ur. 13 marca 2004) – reprezentujący Białoruś rosyjski lekkoatleta specjalizujący się w skoku o tyczce.
W sezonie 2021 został wicemistrzem Europy juniorów oraz wywalczył mistrzostwo świata w tej kategorii wiekowej.
Medalista mistrzostw Białorusi.
12 lutego 2021 w Łodzi wynikiem 5,60 ustanowił najlepszy wynik w historii światowej lekkoatletyki w kategorii U18. Jego ojciec Konstantin Wołkow był w 1980 roku wicemistrzem olimpijskim w skoku o tyczce.
Rekordy życiowe: stadion – 5,50 (23 maja 2021, Rehlingen); hala – 5,61 (11 lutego 2022, Łódź). 

## Osiągnięcia
| Rok  | Impreza                              | Miejsce     | Pozycja    | Wynik |
| ---- | ------------------------------------ | ----------- | ---------- | ----- |
| 2021 | I liga drużynowych mistrzostw Europy | Kluż-Napoka | 6. miejsce | 5,20  |
| 2021 | Mistrzostwa Europy U20               | Tallinn     | 2. miejsce | 5,44  |
| 2021 | Mistrzostwa świata U20               | Nairobi     | 1. miejsce | 5,45  |